# السيد عبد الله فاطمية
السيد عبد الله فاطمية (الفارسية: سید عبدالله فاطمی‌نیا؛ 1946 – 16 مايو 2022 م) كان رجل دين شيعيًا إيرانيًا، وأستاذًا للأخلاق الإسلامية، وخطيبًا، ومؤرخًا إسلاميًا، وعالمًا في علم المكتبات. قام بالبحث في الشعر العربي والحديث والأخلاق والتصوف. وكانت خطبه الدينية تبث بشكل متكرر على التلفزيون الإيراني، لذا كان شخصية دينية معروفة في إيران.

## الحياة والتعليم
وُلد السيد عبد الله فاطمية عام 1946 في تبريز، في إيران. وتلقى في طفولته الدروس الدينية والعلمية على يد والده آية الله السيد إسماعيل شندبادي. ثم درس على يد العلامة المصطفوي أحد تلامذة علي قاضي الطباطبائي لمدة ثلاثين سنة تقريبًا، وتلقى تعليمه على يده. وفي الوقت نفسه، تابع تعليمه في المدارس الإسلامية. بعد العلامة مصطفوي، درس على يد علماء إسلاميين مثل العلامة الطباطبائي ، والسيد محمد حسن إلهي الطباطبائي (الأخ الأصغر للعلامة الطباطبائي )، ومحمد تقي آملي، وسيد رضا البهاديني [الإنجليزية]، ومحمد تقي بهجت فوماني، ومحمد تقي الجعفري ، وغيرهم. وكان أغلب أساتذته من تلامذة علي القاضي الطباطبائي في العلوم الإسلامية والتصوف. ومن ثم كان السيد عبد الله من تلامذة علي القاضي الطباطبائي عن طريق وسيط.

## الحياة المهنية
كان السيد عبدالله فاطمية من الخبراء في العلوم الإسلامية الذين شاركوا أيضًا في البحث في هذا المجال؛ وشملت أنشطته الأخرى التدريس في الحوزات الإسلامية، وحضور البرامج الدينية في إذاعة وتلفزيون إيران كخبير، وإلقاء المحاضرات في الحوزات والجامعات. وكان السيد عبد الله واسع الاطلاع في علم الرجال والتصوف النظري، إلا أنه كان أكثر انشغاله بالخطب في المحافل العامة. كان يعتبر من أشهر شراح الصحيفة السجادية ونهج البلاغة وألقى محاضرات كثيرة في هذه القضايا.

## فهرس أعماله
كتب فاطمية باللغة الفارسية في مجال الوعي الإسلامي والمفاهيم الشيعية:
- نقته‌ها از گفته‌ها (الفارسية: نکته‌ها از گفته‌ها، المعنى العربي: نصائح من الأقوال): مقتطفات من محاضرات الأستاذ فاطمینیه، جمعها حبيب كاظمي، ثلاث مجلدات، 2006.[14][15]
- فرهنگ انتظار (الفارسية: فرهنگ انتظار، المعنى العربي: ثقافة الانتظار): حول غيبة المهدي وقضايا إسلامية أخرى، 1996.[16][17]
- فرجام عشق (الفارسية: فرجام عشق، المعنى العربي: مصير الحب): تعليق على القصيدة الشعرية للإمام الخميني، بالفارسية والأردية، 1990.[18][19][20]
- یک نکته از هزاران (الفارسية: یک نکته از هزاران، المعنى العربي: نصيحة من الآلاف): إعادة نشر خطب الأستاذ فاطمینیه، مجلدان: المجلد الأول إعادة نشر فرهنگ انتظار،[21] والمجلد الثاني إعادة نشر فرجام عشق، 2006.[22]
- ارمغان غدیر (الفارسية: ارمغان غدیر، المعنى العربي: هدية غدير): أربعون حديثًا من مصادر شيعية وسنية عن غدير، 1993.[23][24]
- شرح و تفسیر زیارت جامعه کبیره (الفارسية: شرح و تفسیر زیارت جامعه کبیره، المعنى العربي: الوصف والتفسير لزيارة الجامعة الكبيرة): نص المحاضرات العشر للأستاذ فاطمینیه عن الوصف والتفسير لزيارة الجامعة الكبيرة، جمعها محمد رحمة الله شاهريزا، 2004.[25]
- روضه‌های استاد فاطمی‌نیا (الفارسية: روضه‌های استاد فاطمی‌نیا، المعنى العربي: ترانيم الأستاذ فاطمینیه): نصوص محاضرات الروضة خواني للأستاذ فاطمینیه، جمعها محمد رحمة الله شاهريزا، 2005.[26]
- نغمه عاشقی (الفارسية: نغمه عاشقی، المعنى العربي: الترانيم المحبة): نصوص محاضرات الروضة خواني للأستاذ فاطمینیه، جمعها محمد رحمة الله شاهريزا،[27] 2005.[28]

وقد نشرت مقالاته أيضًا في مختلف المجلات الإيرانية.

## طالع أيضًا
- علی رضا بناهیان
- حسين أنصريان
- محمد تقي بهجت
- آقا حسين خنصري [الإنجليزية]
- محمد إبراهيم الكرباسي [الإنجليزية]
- آقا نجفي قوجاني
- أبو القاسم بن محمد حسن القمي
- زكريا بن إدريس الأشعري قمي
- محمد الحجة الكوهكمري
- أحمد بن إسحاق الأشعري القمي
- زكريا بن آدم الأشعري القمي

## روابط خارجية
- حب حضرة فاطمة (ع) - آية الله فاطمية
- فيديوهات محاضرة عبدالله فاطمية
- سيدة قم المقدسة السيدة فاطمة معصومة (ع)- آية الله فاطمية